# Цветльське абатство
Цветльське абатство (нім. Stift Zwettl, Abbatia B. M. V. de Clara Valle) — католицький монастир поруч з австрійським селищем Цветль (федеральна земля Нижня Австрія). Абатство належить ордену цистерціанців.
Монастир знаходиться на правому березі річки Камп, в її закруті, у двох кілометрах нижче за течією річки від селища Цветль. У 35 кілометрах на південний схід розташований Кремс, в 75 кілометрах — Відень.

## Історія
Цветльське абатство було засновано в 1137 році монахами з цистерцианского монастиря Гайлігенкройц і стало його першим дочірнім монастирем (сам Гайлігенкройц був заснований всього 5 роками раніше). Заснування монастиря було підтверджено папою Інокентієм II (1140). Першим настоятелем став Герман (1137—1147), чернець з Гайлігенкройцу.
Основні будови монастиря були зведені в короткий термін після заснування. У 1159 року вже відбулося освячення церкви, залу капітулів і дорміторія. Зведення інших будівель було завершено до 1218 року. У XIII столітті Цветль став одним з багатих і впливових монастирів в Австрії і у всьому ордені цистерцианців.
З початку XV століття монастир кілька разів піддавався розграбуванню, а в 1426 році 4000 гуситів розграбували монастир і повністю спалили його. Відбудовано абатство було при абаті Йоганну (1437–51) в готичному стилі, але колишнього процвітання монастирю поки повернути не вдалося. В кінці XV століття в ньому жило 40 ченців, в період Реформації в ньому залишалося тільки 6 ченців і один священник. Для виживання монастир був змушений розпродавати свої колись великі земельні володіння.
Новий період підйому і процвітання Цветль почався в XVI столітті при абаті Еразма (1512—1545), в Тридцятирічну війну і османські навали він щасливо уникнув руйнування. При абаті Мельхіору (1706—1747) монастир досяг піку свого процвітання, абатство було розширено, ряд будов був перебудований з додаванням барокових рис. Мельхіор відкрив при абатстві школу з вивчення філософії і теології, сильно збагатив монастирську бібліотеку. У період з 1786 по 1804 рік Цветль потрапив під коменду, але з 1804 року знову став незалежним з правом самостійного обрання настоятеля.
У період правління Йосифа II, який розпустив безліч австрійських монастирів, Цветль загрожувало закриття, проте він уникнув цієї долі завдяки існуванню при монастирі філософсько-теологічної школи (згідно імператорського Указу про віротерпимість не закрились тільки ті монастирі, які сприяли справі освіти або піклування хворих). У XIX столітті почався поступовий занепад монастиря, проте він зумів уникнути закриття.

## Архітектура
Будівлі монастиря кілька разів перебудовувалися, тому для архітектури характерне змішання кількох стилів: романського, цистерціанської готики і бароко. Найбільш примітні клуатр з периферійною галереєю, дорміторій, зал капітулів і бібліотека. Плафон бібліотеки розписаний Паулем Троґером. Вівтар церкви зберігся з XVII століття, оброблений різнобарвним мармуром. Орган створений в 1731 році Йоганном Егедахером з Пассау і є одним з найбільших і найдорожчих органів Нижньої Австрії.

## Теперішній час
Цветльське абатство — діючий монастир. Братія налічує 23 ченця. Ченці Цветля також обслуговують 14 церковних парафій в околицях монастиря. Частина монастиря відкрита для відвідування з екскурсіями. Можливо також відвідування монастирського саду і винних підвалів.
Бібліотека абатства налічує близько 60 000 томів, 500 інкунабул і 420 манускриптів. Монастирю належить 2 500 гектарів лісових угідь, рибницькі ферма, 35 гектарів виноградників.
При монастирі функціонує теологічна школа. З 1983 року в абатстві проводиться щорічний органний фестиваль.